# Begonia molleri
Begonia molleri là một loài thực vật có hoa trong họ Thu hải đường. Loài này được (C.DC.) Warb. mô tả khoa học đầu tiên năm 1894.